# Gösta Ågren

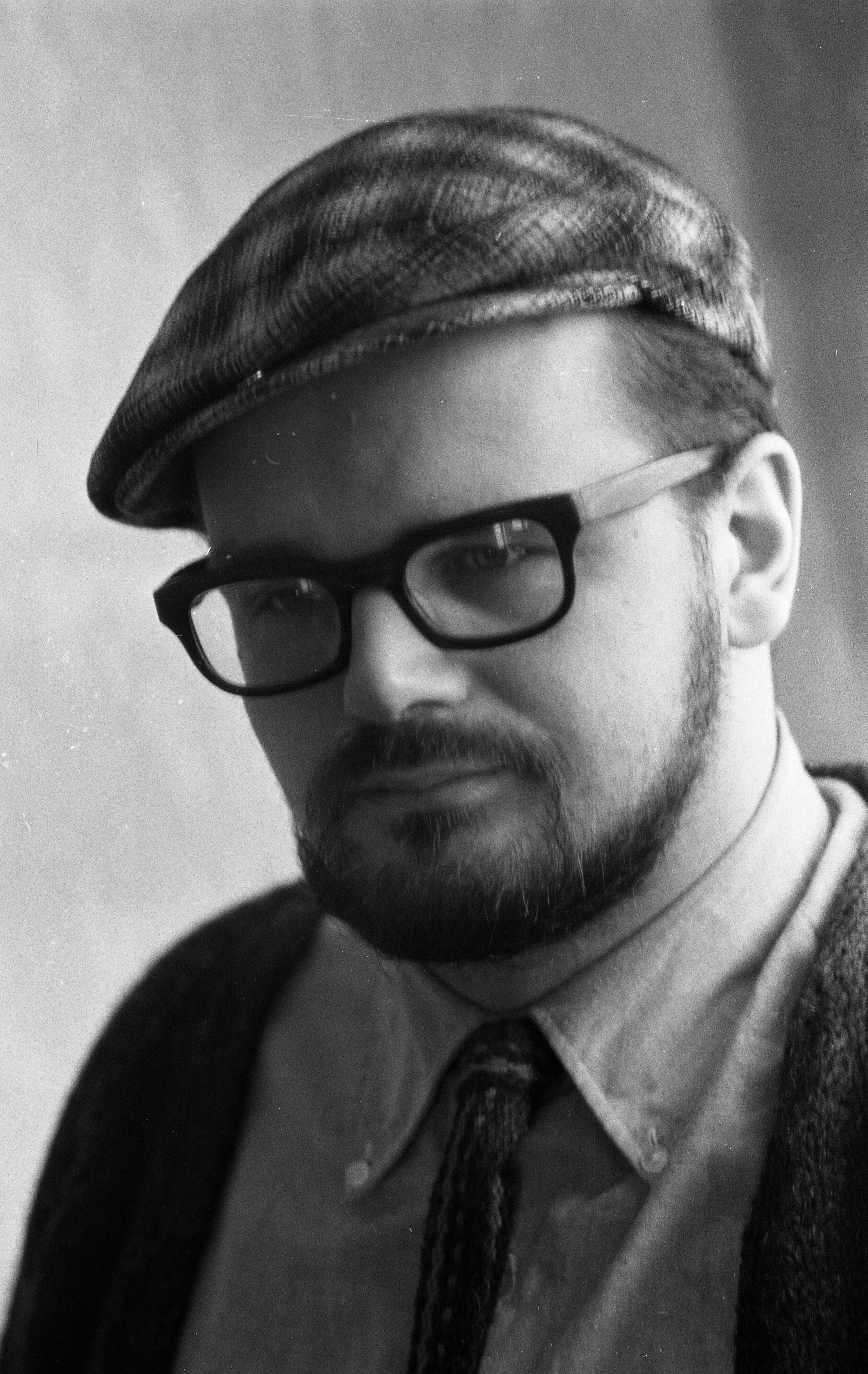
Gösta Ågren năm 1968.

Sven Gösta Ågren (3 tháng 8 năm 1936 - 24 tháng 6 năm 2020) là một tác giả Phần Lan đã giành được Giải thưởng Finlandia năm 1988 cho tác phẩm Jär. Gösta Ågren, người đã viết các tác phẩm của mình bằng tiếng Thụy Điển, ca ngợi Phúc âm Mark vì các giá trị văn học của nó và xuất bản tuyển tập Timmermannen ("The Carpenter") để đề cập đến nó. Ông được biết đến với những thiện cảm của cánh tả, có thể thấy trong tác phẩm tự truyện của ông về "giai cấp vô sản" ở nông thôn. Các anh trai của ông là Leo và Erik cũng là nhà văn.
Ông đã xuất bản các bài thơ, tiểu luận và tiểu sử. Trong số các giải thưởng văn học được trao cho ông có Giải thưởng Viễn tưởng Phần Lan cho tập thơ Jär ('Ở đây') vào năm 1989. Trong các bài thơ của mình, Ågren thường nhắc đến vùng mà ông sinh ra, Ostrobothnia, trên bờ biển phía Tây Phần Lan. (Những cuốn sách ở Phần Lan từng có bìa in dòng triết lý từ một trong những bài thơ của ông: "Don't worry, it will / never work out." Loại bìa sách này rất được yêu thích.)

## Tuyển tập
- Ågren, Gösta (1992). A Valley in the Midst of Violence: Selected Poems [En dal i våldet]. David McDuff biên dịch. Newcastle upon Tyne: Bloodaxe Books. ISBN 1-85224-236-1.